# Біла (притока Вятки)
Бі́ла (рос. Белая) — річка в Росії, протікає територією Удмуртії (Глазовський район) та Кіровської області (Омутнинський район), права притока Вятка.
Бере початок на Верхньокамській височині в Кіровській області. Протікає спочатку на південний захід і входить на територію Удмуртії. Потім повертає на захід та північний захід і повертається на територію Кіровської області. Середня та нижня течії дуже звивисті, багато стариць, заболочені.
Довжина річки становить 107 км. Ширина становить від 12 м у верхів'ях до 20 м у нижній течії. Глибина відповідно 0,7 та 0,9 м. Дно вкрите спочатку водоростями, а ближче до гирла — піщане. Швидкість змінюється від 0,3 до 0,4 м/с.